# Оленье Болото (сельское поселение)
Оленье Болото — упразднённое муниципальное образование со статусом сельского поселения в Сарапульском районе Удмуртии Российской Федерации.
Административный центр — деревня Оленье Болото.

## История
Статус и границы сельского поселения установлены Законом Удмуртской Республики от 15.06.2005 № 39-РЗ «Об установлении границ муниципальных образований и наделении соответствующим статусом муниципальных образований на территории Сарапульского района Удмуртской Республики».
Законом Удмуртской Республики от 15 апреля 2016 года № 22-РЗ, были преобразованы, путём их объединения, муниципальные образования Мостовинское и Оленье Болото в новое муниципальное образование Мостовинское с административным центром в селе Мостовое

## Население
| 2010 | 2012 | 2013 | 2014 | 2015 | 2016 |
| ---- | ---- | ---- | ---- | ---- | ---- |
| 658  | ↘642 | ↘627 | ↘596 | ↘595 | ↗597 |

## Состав сельского поселения
| № | Населённый пункт | Тип населённого пункта          | Население |
| - | ---------------- | ------------------------------- | --------- |
| 1 | Лысово           | деревня                         | →116      |
| 2 | Оленье Болото    | деревня, административный центр | ↘426      |
| 3 | Степной          | деревня                         | →100      |